# Dorina Mihai
Dorina Mihai (Bucarest, 1º giugno 1981) è una schermitrice rumena, specializzata nella sciabola. Ha vinto una medaglia d'oro ai Campionati mondiali di scherma.

## Palmarès
In carriera ha conseguito i seguenti risultati:
- Mondiali

L'Avana 2003: oro nella sciabola individuale.
- Europei

Copenaghen 2004: argento nella sciabola a squadre.